# Ion Mocioalcă
Ion Mocioalcă (n. 1 ianuarie 1958, Pătulele, Mehedinți, România) este un politician român, deputat de Caraș-Severin din partea Partidului Social Democrat (PSD) în legislaturile consecutive începând cu 2000-2004. În decembrie 2018, a trecut la Partidul Pro România (PPR).
Ion Mocioalcă a fost validat ca deputat în legislatura 2000-2004 pe data de 6 februarie 2001, când l-a înlocuit pe deputatul Gheorghe Pavel Bălan care a demisionat. În legislatura 2000-2004, Ion Mocioalcă a fost membru în grupurile parlamentare de prietenie cu Republica Orientală a Uruguayului, Republica Guineea și Mongolia. Ion Mocioalcă a mai fost ales pe listele PSD în legislațiile din perioada 2004-2016 și a fost membru în grupurile parlamentare de prietenie, după cum urmează:
- 2004-2008: Republica Filipine, Islanda, Republica Serbia;
- 2008-2012: Republica Italiană, Republica Letonia, Republica Africa de Sud;
- 2012-2016: Republica Italiană, Republica Portugheză;
- 2016-2020: Republica Italiană, Republica Portugheză, Marele Ducat de Luxemburg.